# Трояново (Бургаська область)
Троя́ново (болг. Трояново) — село в Бургаській області Болгарії. Входить до складу громади Камено.

## Населення
За даними перепису населення 2011 року у селі проживали 1150 осіб.
Національний склад населення села:
| Національність   | Кількість осіб | Відсоток |
| ---------------- | -------------- | -------- |
| болгари          | 601            | 96,9%    |
| турки            | 18             | 2,9%     |
| цигани           | 0              | 0%       |
| Всього відповіли | 620            |          |

Розподіл населення за віком у 2011 році:
Динаміка населення: